# Chelonoidis chathamensis
Espèce
Synonymes
- Testudo chathamensis Van Denburgh, 1907
- Geochelone nigra chathamensis (Van Denburgh, 1907)

Statut de conservation UICN

 EN  : En danger
Statut CITES
Chelonoidis chathamensis est une espèce de tortues de la famille des Testudinidae.

## Répartition

Distribution des tortues géantes des Galapagos

Cette espèce est endémique de l'île San Cristóbal aux Galápagos.

## Taxinomie
Elle fait partie du complexe d'espèces des tortues géantes des Galapagos. Elle est parfois considérées comme une sous-espèce de Chelonoidis nigra.

## Étymologie
Son nom d'espèce, composé de chatham et du suffixe latin -ensis, « qui vit dans, qui habite », lui a été donné en référence au lieu de sa découverte, l'île San Cristóbal, aussi nommée île Chatham.

## Publication originale
- Van Denburgh, 1907 : Expedition of the California Academy of Sciences to the Galapagos Islands, 1905–1906. I. Preliminary descriptions of four new races of gigantic land tortoises from the Galapagos Islands. Proceedings of the California Academy of Sciences, ser. 4, vol. 1, p. 1–6 (texte intégral).